# Gem Archer
Gem Archer (rojen kot Collin Murray Archer) angleški glasbenik, * 7. december 1966, Durham, Anglija, Združeno kraljestvo.
Archer je začel svojo glasbeno kariero v skupino z imenom Edge. V zgodnjih 80. letih so izdali dva singla Take a Walk in Little Girl Blue. Gem, Michael Chesters, Michaelov starejši brat in Gemov prijatelj Jeff so se na začetku leta 1987 preselili v London. V tistem času so bili v skupini Edge samo trije člani. Gem je bil tudi kitarist britanske skupine Oasis. V 90. letih dvajsetega stoletja je ustvaril svoj band Heavy Stereo. S skupino so ustvarili dva albuma. Prvi je izšel leta 1996, drugi pa leta 2010. Ko je novembra leta 1999 Paul »Guigsy« McGuigan skupino Oasis zapustil se jim je pridružil Gem in z njimi ostal dokler ni skupina leta 2009 razpadla, ker se je Noel Gallagher zaradi prepiranja s svojim mlajšim bratom odločil, da bo skupino zapustil. Prav tako kot Noel, je tudi Gem skupini Oasis napisal nekaj pesmi.
1. ↑  Freebase Data Dumps — Google.
2. ↑  http://beckybeach.net/the-arts/music/the-music-connection-reviews-gem-archer/